# Astiella
Astiella es un género monotípico de plantas con flores de la familia Rubiaceae. Su única especie,  Astiella delicatula Jovet, es originaria de Madagascar. 

## Descripción
Es una planta herbácea que se encuentra en los bosques secos de Madagascar en las provincias de Mahajanga y Toliara.

## Taxonomía
Astiella delicatula fue descrita por Paul Jovet y publicado en Notulae Systematicae. Herbier du Museum de Paris 9: 147, en el año 1941.